# Gasanli (ort i Azerbajdzjan, Sabirabad)
Gasanli är en ort i Azerbajdzjan.   Den ligger i distriktet Sabirabad Rayonu, i den centrala delen av landet, 130 km väster om huvudstaden Baku. Antalet invånare är 881.
Terrängen runt Gasanli är mycket platt. Runt Gasanli är det ganska tätbefolkat, med 80 invånare per kvadratkilometer.. Närmaste större samhälle är Saatlı, 16,7 km sydväst om Gasanli.
Trakten runt Gasanli består till största delen av jordbruksmark.